# Baie Anakoha
La baie Anakoha est une ria des Marlborough Sounds, en Nouvelle-Zélande. Elle fait partie des baies « extérieures » de la région, car elle donne presque directement sur la mer libre, ou du moins le détroit de Cook.
Orientée au nord, elle adopte la forme grossière d'un triangle isocèle dont l'angle du sommet principal est très aigu. Le fond de baie, très peu profond, est fortement envasé et constitue un milieu intertidal riche.
Ses rives sont très peu peuplées, du fait notamment de la difficulté d'accès et des limitations du droit à construire. En revanche, ses eaux sont fortement mises en valeur, avec la présence d'un grand nombre de fermes conchylicoles.

## Topographie et toponymie
La baie d'Anakoha est orientée vers le nord-nord-ouest. elle mesure environ six kilomètres et demi de longueur pour une largeur à l'embouchure d'environ 2,6 kilomètres. Son littoral développe une longueur de dix-sept kilomètres et demi et la baie couvre 9667 hectares,.

## Géologie
La subsidence de la baie a été mesurée lors d'une étude en 2010 : l'étude s'est attachée à mesurer les taux de foraminifères fossiles dans les vasières estuariennes de la baie. Les résultats montrent une subsidence comprise entre 55 centimètres et 1,05 mètre par millénaire, du moins durant les quatre derniers millénaires.

## Hydrologie

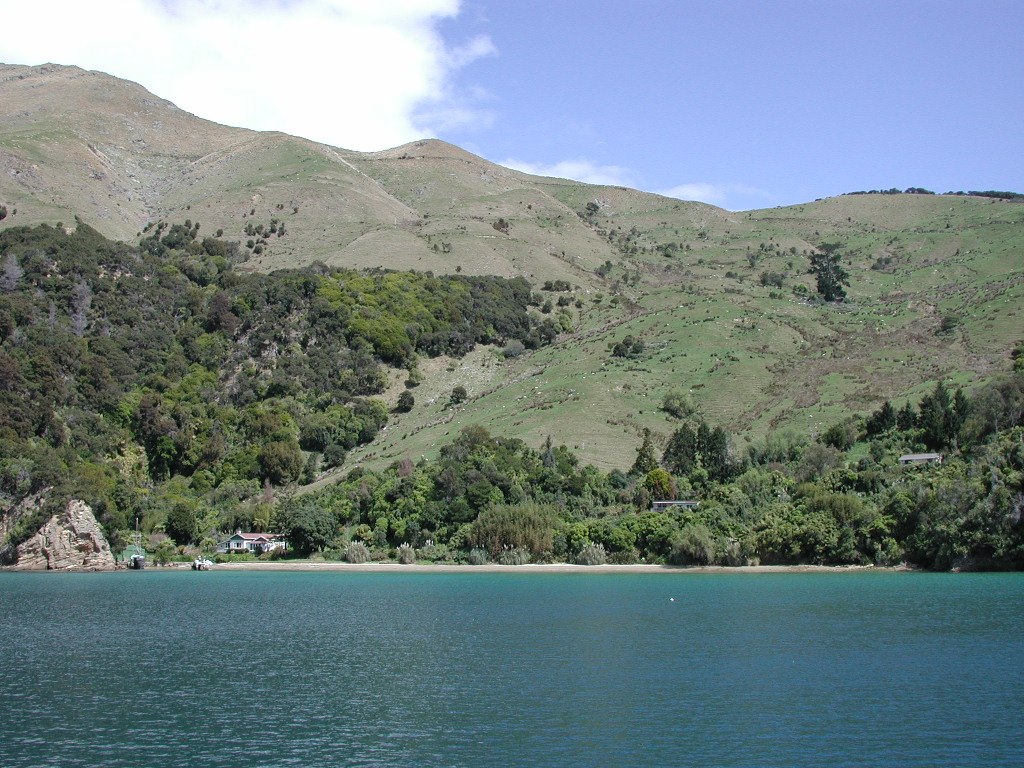
Le mouillage de Te Puru, en partie aval de la rive gauche de la baie.

Dans la partie aval, la baie est relativement profonde et peut accueillir même des navires au tirant d'eau important, d'autant que le mouillage de Te Puru, où se trouve un ponton, est relativement abrité des vents. En revanche, en amont de Te Puru la profondeur devient très faible, inférieure à six mètres. Quand le vent souffle depuis le nord ou le nord-ouest, la baie est très dangereuse pour les navires.

## Faune et flore
Le fond de la baie Anakoha est une vasière intertidale entourée par une forêt côtière d'une vingtaine d'hectares. C'est un des rares marais maritimes subsistants dans les Marlborough Sounds.
Les algues, particulièrement Galeolaria hystrix (en), sont très présentes dans la baie.
Une grande partie des espèces végétales recensées au début des années 1990 sur les versants de la baie sont d'origine locale, seule la digitale pourpre étant introduite. La plupart des espèces sont considérées comme non menacées, à l'exception de quatre d'entre elles, identifiées comme « vulnérables » : metrosideros fulgens (en), metrosideros perforata (en), metrosideros umbellata, olearia traversiorum (en), ainsi que de pterostylis foliata (en), considérée comme « peu commune ».

## Histoire et activités humaines
Une bande littorale d'une cinquantaine de mètres est gérée directement par le Ministère de la Conservation. En outre, ce dernier gère également les vasières de l'embouchure du fleuve qui se jette en fond de baie, avec des restrictions plus fortes sur l'occupation humaine même temporaire.
Les activités humaines ont modifié l'équilibre écologique du fond de la baie, notamment en favorisant incidemment les amphiuras et les echinocardium.
Les rives de la baie constituent une zone densément équipée en fermes conchylicoles. En 2021, un plan global de modification des règles d'implantation des fermes est décrété, qui prévoit le décalage des pieux d'accrochage des coquillages, notamment pour permettre l'extension des zones de baignade à proximité du littoral. Toutefois, la baie Anakoha étant très resserrée en partie amont, le chenal qui résulterait de l'application de ces nouvelles règles serait trop étroit pour la navigation. La baie en est donc exemptée.